# Mesosa siamensis
Mesosa siamensis là một loài bọ cánh cứng trong họ Cerambycidae.